# Oldinghausen
Oldinghausen ist ein etwa 800 Einwohner zählender Stadtteil der im Nordosten Nordrhein-Westfalens gelegenen Stadt Enger.

## Geschichte
Vom Mittelalter bis zur Franzosenzeit gehörte die Bauerschaft Oldinghausen zur Vogtei Enger im Amt Sparrenberg der Grafschaft Ravensberg. Von 1807 bis 1813 gehörte Oldinghausen zum Kanton Enger, der von 1807 bis 1810 zum Königreich Westphalen und von 1811 bis 1813 zum Kaiserreich Frankreich gehörte. 1816 kam die Bauerschaft zum Kreis Bünde in der preußischen Provinz Westfalen, der 1832 im Kreis Herford aufging. Im Kreis Herford gehörte die Gemeinde Oldinghausen zum Amt Enger. Am 1. Januar 1969 wurde Oldinghausen im Rahmen der Gebietsreform nach Enger eingemeindet.

## Ansässige Unternehmen
In Oldinghausen befindet sich der Hauptsitz der Alligator-Farbwerke sowie das Unternehmen Kalksandstein.